# Телецентр (Уфа)
Уфимский телецентр — телецентр с радиотелевизионной башней. Расположен в Черкалихиной слободе перед площадью Салавата Юлаева, в Ленинском районе Уфы по адресу улица Гафури, 9.

## История
Решение о строительстве в Уфе телецентра было принято постановлением Совета министров БАССР в 1956 году.
Первый проект авторства «Ленгипргорпроекта» предусматривал установку 180-метровой телебашни в районе современного Горсовета (Проспект Октября). Однако затем телебашню было решено построить около 35-й школы, хотя это место было зарезервировано для памятника Салавату Юлаеву. Несмотря на опасения, что Телецентр и памятник будут мешать друг другу, создатель памятника Сосланбек Тавасиев убедил власти в обратном.
22 февраля 1956 года была создана Дирекция телевизионного центра. 12 февраля 1958 года Башрадиокомитет был преобразован в Комитет по радиовещанию и телевидению при Совете Министров БАССР.
Первоначально предполагалось закончить строительство к 1 мая, однако из-за больших объёмов работ сроки передвинули сначала к годовщине Октябрьской революции, а затем — к 40-летию автономии БАССР в марте 1959 года.
На строительстве работали тресты «Уфастрой», «Башстрой», трест № 3 и десятки других смежных предприятий.
Трёхэтажное здание уфимского телецентра было возведено зимой 1959 года и обошлось в полмиллиона рублей. Рядом с ним была установлена ажурная телебашня, высота которой составила 192 м.
1 января 1959 года начались первые пилотные передачи Башкирской студии телевидения. Самая первая передача передала запись выступления секретаря по идеологии Башкирского обкома КПСС Хайдара Сайранова и председателя уфимского горисполкома Потапа Попкова о 21-м съезде КПСС. Дальнейшие передачи показывали художественную самодеятельность, записи выступлений артистов оперы и балета, а также народных сказителей. Когда Телецентр начал действовать, в Уфе насчитывалось всего около 5 тысяч телевизоров. Через 3 года начала действовать мобильная телевизионная станция, которая впервые начала транслировать передачи из концертных залов, со стадионов и заводских цехов. Высота башни позволяла достигать уверенного приёма в радиусе 75-90 км от Уфы и даже в Челябинской области.
В 1966 году начались ежедневные передачи Центрального Телевидения. В 1967 году телецентр начал передавать вторую телевизионную программу. В 1975 году начала функционировать система видеозаписи, а видеотрансляция стала цветной. В 1991 году Комитет по Телевидению и Радиовещанию БАССР переименован в ГТРК «Башкортостан». В 2002 году ГТРК «Башкортостан» преобразована в ФГУП ГТРК «Башкортостан» (дочернее предприятие ВГТРК). В 2002 году начал работу спутниковый канал телетрансляции, сигнал которого покрывал территорию всего Башкортостана. 20 апреля 2015 года президент Республики Башкортостан Рустэм Хамитов и генеральный директор ВГТРК Олег Добродеев запустили цифровое оборудование.
Ныне в здании Телецентра располагаются организации ФГУП ВГТРК ГТРК «Башкортостан», а также «Башкирское спутниковое телевидение», радио «Спутник FM», «Радио Юлдаш».
Остановка «Телецентр» является конечной для многих маршрутов общественного транспорта и является своеобразным городским ориентиром.

## Интересные факты
Башня уфимского телецентра не всегда являлась самым высоким сооружением в городе. До 2007 года в районе Глумилино существовали четыре радиомачты высотой по 204 метра каждая. Вышки были возведены в 1942 году для трансляции пропаганды на 18 языках на захваченную гитлеровцами Европу.